# Holger Härter
Holger P. Härter (* 24. April 1956 in Bad Kreuznach) war stellvertretender Vorstandsvorsitzender und Leiter der Finanzabteilung der Dr. Ing. h. c. F. Porsche AG und Porsche Automobil Holding SE.

## Leben
Bis 1996 arbeitete der Diplom-Volkswirt beim Bodenbelaghersteller Deutsche Linoleum-Werke und wechselte auf Anfrage Wendelin Wiedekings zu Porsche. Härter organisierte maßgeblich die Finanzierung der geplanten Übernahme des größten europäischen Autoherstellers Volkswagen durch Porsche, ein Plan, den Porsche aufgrund wachsender Finanzierungsprobleme so nicht realisierte. Laut Frankfurter Allgemeine Zeitung sind die „komplizierten Optionsgeschäfte, die […] Porsche Milliardengewinne bescherten“, für das Unternehmen „nun aber zum existentiellen Risiko geworden“. Am 23. Juli 2009 verließ er zusammen mit dem Vorstandsvorsitzenden Wendelin Wiedeking Porsche. Als Kompensation für die Auflösung seines Vertrags erhielt Härter einen Ausgleich von 12,5 Millionen Euro.
Die Staatsanwaltschaft Stuttgart hat gegen Härter und zwei weitere Verantwortliche aus dem Finanzbereich der Porsche Automobil Holding SE wegen des hinreichendem Tatverdachts des Kreditbetruges Anklage zur großen Wirtschaftsstrafkammer beim Landgericht Stuttgart erhoben. Das zugrunde liegende Kreditvolumen betrug zehn Milliarden Euro. Der Angeklagte ließ eine Rechtsanwältin erklären, dass er in diesem Strafverfahren den Vorwürfen der Anklagebehörde mit Nachdruck entgegentrete. Der 2009 gewährte Kredit wurde von Porsche stets ordnungsgemäß bedient. Von Seiten der kreditgewährenden Bank wurde keine Strafanzeige erstattet. Nach neunmonatiger Verhandlung verurteilte das Landgericht Stuttgart Härter am 4. Juni 2013 wegen Kreditbetrugs zu einer Geldstrafe in Höhe von 630.000,00 Euro. Das Gericht sah es als erwiesen an, dass Härter die Bank BNP Paribas bei der Beantragung eines Kredits von 500 Millionen Euro getäuscht habe.
Am 25. April 2014 entschied das Landgericht Stuttgart, die Anklage wegen Marktmanipulation nicht zum Verfahren zuzulassen. Die Entscheidung wurde vom OLG Stuttgart am 18. August 2014 (Az. 1 Ws 68/14) aufgehoben. Damit kam es zum Prozess gegen Wiedeking und Härter wegen informationsgestüzter Marktmanipulation. Das Verfahren, in dem die Staatsanwaltschaft eine Haftstrafe von 27 Monaten gegen Härter gefordert hatte, endete am 18. März 2016 mit einem Freispruch des Landgerichts Stuttgart für beide Angeklagte. Die Staatsanwaltschaft legte gegen das Urteil Revision zum Bundesgerichtshof ein, zog diese aber im Juli 2016 wieder zurück.